# Borea (albedo)
Borea  è una caratteristica di albedo della superficie di Mercurio.